# Erebochlora internexa
Erebochlora internexa är en fjärilsart som beskrevs av Paul Dognin 1913. Erebochlora internexa ingår i släktet Erebochlora och familjen mätare. Inga underarter finns listade i Catalogue of Life.